# Paraguassu (монитор)
«Парагуасу» (порт. Paraguassú) — бразильский речной монитор типа «Пернамбуко». Строился в Рио-де-Жанейро по проекту, разработанному совместно с английскими специалистами. В отличие от аргентинских канонерок типа «Росарио» имел широкий низкобортный корпус и гораздо более надёжную защиту.

## История строительства и службы
Заложен в 1890 году в Рио-де-Жанейро под наименованием Maranhao, как второй монитор типа «Пернамбуко». В 1900-х строительство было приостановлено. Вновь к нему вернулись только в конце двадцатых годов. 11.6.1931 года корабль был перезаложен под именем «Витория» (Vitoria), однако затем вновь произошла остановка строительства, и монитор решили достраивать по изменённому проекту. Корпус был разрезан вдоль осевой линии, его ширину увеличили на 3,3 м; изменили защиту и вооружение — отказались от башни, вместо которой применили палубную установку со щитом, толстый броневой пояс сняли. Энергетическая установка, однако, осталась прежней. Вновь перезаложен 28.12.1938 уже под новым названием «Парагуасу», вступил в строй в мае 1940 года. Таким образом, его постройка длилась почти 50 лет, что является своеобразным рекордом «долгостроя».
Служил во флотилии Мату-Гросу. В годы Второй мировой войны входил в состав флотилии охраны порта Салвадор.
В 1960 году перевооружён — старое вооружение демонтировано, установлено 1 — 76-мм орудие и по 2 40-мм и 20-мм зенитки.
Списан в 1972 году.

## Вооружение
Первоначально был вооружён 1 — 120-мм орудием в палубной щитовой установке и двумя 47-мм пушками Гочкиса.
В 1942 году вооружение усилено двумя 87-мм/13 гаубицами и четырьмя 20-мм зенитками Oerlikon.
В 1960 году модернизирован и перевооружён — старое вооружение демонтировано, установлено 1 — 76-мм орудие, две артиллерийские установки Bofors L/70 40-мм/70, два 20-мм автомата Oerlikon.